# Leo van Veen
Leo van Veen (Utrecht, 6 giugno 1946) è un allenatore di calcio ed ex calciatore olandese, di ruolo attaccante, difensore.

## Carriera

### Giocatore
Van Veen inizia la sua carriera nel DOS, successivamente gioca per l'Utrecht dal 1970 al 1982 con la sola eccezione del primo semestre del 1979 trascorso negli Stati Uniti con i Los Angeles Aztecs, diventando una bandiera del club e venendo soprannominato Mister FC Utrecht. Nel 1982 passa all'Ajax, con il quale vince sia il campionato che la Coppa delle Coppe giocando sia da attaccante o da centrocampista offensivo che da difensore e lottando per il posto con giocatori come Jan Mølby e Frank Rijkaard. In seguito ritorna all'Utrecht per poi chiudere la carriera nel 1986 con l'RKC Waalwijk, all'età di quarant'anni. Dopo aver giocato un totale di 555 partite nel campionato olandese segnando 174 gol.

### Allenatore
Nel maggio 1985 van Veen è uno dei candidati, insieme a Johan Cruyff e Rinus Israël uno dei candidati per sostituire Aad de Mos, appena esonerato dall'Ajax, che ha poi scelto Cruyff come allenatore. Dal 1986 al 1988 e dal 1995 al 1996 allena l'RKC, mentre dal 1989 al 1993 allena il VVV-Venlo. Dal 1993 al 1995 va ad allenare l'Utrecht, mentre nella stagione 1996-97 allena il Go Ahead Eagles. Nel 1999 diventa l'allenatore dell'Ajax Cape Town in Sudafrica. Nel 2000 passa all'Ajax come assistente di Co Adriaanse insieme all'altro ex giocatore dell'Ajax Peter Boeve, rimanendo in questo ruolo nelle stagioni 2000-01 e 2001-02, successivamente diventa l'allenatore dell'Haarlem, club satellite dell'Ajax, prima di ritornare ad Amsterdam come scout. In seguito lavora per breve tempo come scout al NEC Nijmegen, prima di ritornare a fare l'assistente di Co Adriaanse all'Al-Sadd in Qatar nell'estate del 2007.

## Palmarès

### Giocatore

#### Competizioni nazionali
- Campionato olandese: 1

Ajax: 1982-1983
- Coppa dei Paesi Bassi: 1

Ajax: 1982-1983

### Allenatore

#### Competizioni nazionali
- Eerste Divisie: 1

RKC Waalwijk: 1987-1988